# آویشن‌ماهی نیوزیلندی
آویشن‌ماهی نیوزیلندی (نام علمی: Prototroctes oxyrhynchus) نام یک گونه منقرض‌شده از سرده آویشن‌ماهی‌های جنوبی است.